# بخش کینگزویل (شهرستان اشتابولا، اوهایو)
بخش کینگزویل (به انگلیسی: Kingsville Township) یک منطقهٔ مسکونی در ایالات متحده آمریکا است که در شهرستان آشتابولا، اوهایو واقع شده‌است.
 بخش کینگزویل ۳۳٫۴ کیلومتر مربع مساحت و ۱٬۷۶۶ نفر جمعیت دارد و ۲۳۱ متر بالاتر از سطح دریا واقع شده‌است.